# Lindsay Collins
Lindsay Collins (* in Calgary, Alberta; auch Linzee Collins) ist eine kanadische Schauspielerin.

## Leben und Leistungen
Collins wurde in der Stadt Calgary in einer Großfamilie geboren und hat sieben Geschwister. Sie besuchte die Ryerson Theatre School in Toronto. Seit Februar 1988 ist sie mit dem Schauspieler Barclay Hope verheiratet und hat drei Kinder. Sie lebt in Vancouver.
Collins ist meist in Fernsehproduktionen in circa 20 verschiedenen Rollen zu sehen. Eine wiederkehrende Nebenrolle verkörperte sie in einigen Folgen der Fernsehserie Nikita (1997–2001) als Agentin Elizabeth, die ihren Gegnern bei Verhören Geheimnisse entlockt. Im Oktober 2002 trat sie im Stück Fish/Wife von Regisseur und Drehbuchautor Rick Roberts auf der Bühne auf. Im Abenteuerfilm Merlin – Der letzte Zauberer (2006) mit Sam Neill und Miranda Richardson spielte sie ebenfalls eine Nebenrolle.

## Filmografie (Auswahl)
- 1984: Next of Kin
- 1997: Plädoyer für einen Killer (Melanie Darrow)
- 1998: The Protector
- 1996–1998: PSI Factor (PSI Factor: Chronicles of the Paranormal) (3 Folgen)
- 2000: Bed and Breakfast
- 1997–2001: Nikita (La Femme Nikita) (6 Folgen)
- 2001: Midwives
- 2002: Salem Witch Trials
- 2006: Merlin – Der letzte Zauberer (Merlin's Apprentice)
- 2006: Four Extraordinary Women
- 2004–2007: Stargate Atlantis (Stargate: Atlantis) (3 Folgen)
- 2013: Motive (Fernsehserie, 1 Folge)